# Danmarks-Samfundet
Danmarks-Samfundet har med baggrund i den danske kulturtradition, til formål at udbrede kendskabet til og anvendelsen af Dannebrog som et nationalt symbol for dansk kultur, fællesskab og identitet.
Danmarks-Samfundet er stiftet i 1908 i en periode præget af den internationale spænding forud for 1. verdenskrig og af nationale politiske brydninger. Dette fik en kreds af borgere til at danne Danmarks-Samfundet med det hovedformål at styrke det nationale sammenhold på et upolitisk grundlag.
Danmarks-Samfundet er landsdækkede har en række lokalforeninger landet over og over 2000 medlemmer.
Organisationen er nok mest kendt for den årlige landsindsamling den 15. juni, der samtidig bliver kaldt Valdemarsdag, ligesom det lille flag, der sælges, har betegnelsen Valdemarsflaget. De indkomne midler bliver fortrinsvis brugt til anskaffelse af flag- og fanemateriel, som skænkes til organisationer, primært de to store grupper af ungdomskorps samt idrætsforeningerne – og desuden til en noget mindre gruppe bestående af bl.a. pensionistforeninger, soldaterforeninger, folkedansere, skoler og børnehaver, danske foreninger i udlandet og mange andre spredt i befolkningen i bred forstand. Disse gruppers virke er stadig præget af, at de viser flaget herhjemme og i udlandet til gavn for Danmark.
Gennem de første snart 100 år er der indsamlet ca. 22 mio. kr., som er brugt til anskaffelse af godt 70.000 faner og et tilsvarende antal flag. Danmarks-Samfundets styrke ligger dels i den baggrund, der altid vil være til stede, når der virkes for landets samlende symbol, dels i at arbejdet udføres uden en betalende medlemskreds. Opgaverne løses af en frivilligt arbejdende kreds af unge og ældre, der slutter op om flagsalget, som er den nødvendige økonomiske baggrund for vort virke. Desuden varetager Danmarks-Samfundet flagets interesser blandt andet ved udgivelsen af publikationer med videre.